# Tyrese Gibson
Tyrese Darnell Gibson, kaldet Tyrese eller Black-Ty, født 30. december 1978 i Los Angeles, Californien, USA, er en amerikansk skuespiller, rapper, musiker og fotomodel. Efter at havde udgivet adskillige albums, udskiftede han sin karriere som skuespiller, der tilegnede ham et stort antal roller i Hollywood film.

## Diskografi

### Album
- 1998 – Tyrese
- 2001 – 2000 Watts
- 2002 – I Wanna Go There
- 2006 – Alter Ego

### Singler
- 1998 – Nobody Else
- 1999 – Sweet Lady
- 2001 – I Like Them Girls
- 2001 – Just A Baby Boy (feat. Snoop Dogg)
- 2002 – How You Gonna Act Like That
- 2003 – Signs Of Love Makin'
- 2006 – Pulling Me Back (Chingy feat. Tyrese)
- 2006 – One
- 2006 – Get It In (feat. Method Man)(produceret af Scott Storch)
- 2009 – Take Me Away
- 2010 – Perfume (Feat. James Fauntleroy & Chris Brown)

## Filmografi
- Baby Boy (2001) – Joseph "Jody" Summers
- 2 Fast 2 Furious (2003) – Roman Pearce
- Flight of the Phoenix (2004) – A.J.
- Four Brothers (2005) – Angel Mercer
- Annapolis (2006) – Cole
- Waist Deep (2006) – O2
- Transformers (2007) – USAF Tech Sergeant Epps
- The Take (2008) – Adell Baldwin
- Death Race (2008) – Machine Gun Joe
- Transformers: De faldnes hævn (2009) – Sergeant Epps
- Fast and Furious (2009) – Roman Pearce (cameo)
- Luke Cage (2009) – Luke Cage
- Legion (2010) – Kyle Williams
- Fast & Furious 5 (2011) - Roman Pearce
- Fast and Furious 6 (2013) - Roman Pearce